# 索塞 (滨海塞纳省)
索塞（法語：Saussay，法語發音：[sosɛ]）是法国滨海塞纳省的一个市镇，属于鲁昂区。

## 地理
索塞（49°38'6"N, 0°56'22"E）面积5.17 平方千米，位于法国诺曼底大区滨海塞纳省，该省份为法国北部沿海省份，其西部及北部濒大西洋英吉利海峡，东起顺时针与索姆省、瓦兹省、厄尔省和卡爾瓦多斯省接壤。
与索塞接壤的市镇（或旧市镇、城区）包括：欧祖维尔莱讷瓦勒、埃芒维尔、利梅西、圣马丹欧萨布尔。

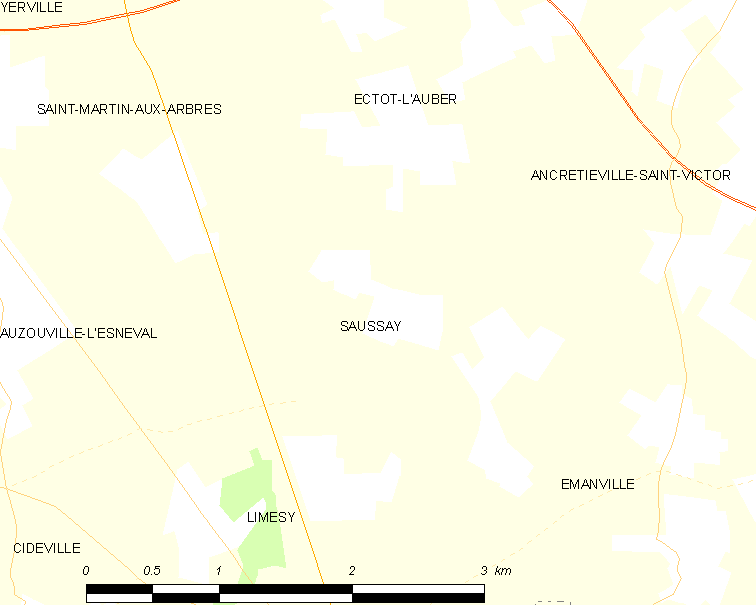
的OSM定位图

索塞的时区为UTC+01:00、UTC+02:00（夏令时）。

## 行政
索塞的邮政编码为76760，INSEE市镇编码为76668。

## 政治
索塞所属的省级选区为伊沃托县。

## 人口

1962-2008年间人口变化图示

索塞于2022年1月1日时的人口数量为379人。